# Phlegmariurus varius
Espèce
Phlegmariurus varius est une espèce de plantes de la famille des Lycopodiaceae.

## Répartition
Phlegmariurus varius se rencontre en Australie, en Nouvelle-Zélande et dans îles voisines et peut pousser sur le sol et comme lithophyte ou épiphyte.

## Description
Phlegmariurus varius peut avoir une ou plusieurs branches disposées en spirale avec des feuilles minces qui se rétrécissent en pointe. La plante varie du vert au vert-jaune et est parfois d'apparence orange. Un article récent fournit des preuves morphologiques et génétiques pour séparer Phlegmariurus billardierei , la seule espèce de Lycopodiaceae endémique de Nouvelle-Zélande, de Phlegmariurus varius,.

## Systématique
Le nom correct complet (avec auteur) de ce taxon est Phlegmariurus varius (R.Br.) A.R.Field (d) & Bostock (d).
L'espèce a été initialement classée dans le genre Lycopodium sous le basionyme Lycopodium varium R.Br..
Phlegmariurus varius a pour synonymes :
- Huperzia billardieri (Spring) Trevis.
- Huperzia desvauxii Holub
- Huperzia novae-zelandica (Colenso) Holub
- Huperzia polaris (Herter ex Nessel) Holub
- Huperzia varia (R.Br.) Rothm., 1944
- Huperzia varia (R.Br.) Trevis.
- Lycopodium flagellaria A.Rich.
- Lycopodium novae-zelandicum Colenso
- Lycopodium pachystachyum Desv.
- Lycopodium pachystachyum Desv. ex Poir.
- Lycopodium phlegmaria A.Cunn.
- Lycopodium selago var. varium (R.Br.) C.Moore & Betche
- Lycopodium selago var. varium (R.Br.) F.Muell.
- Lycopodium varium var. alpinum R.Br.
- Lycopodium varium var. gracile Kirk
- Lycopodium varium var. polaris Kirk
- Lycopodium varium var. umbrosum R.Br.
- Lycopodium varium R.Br.
- Phlegmariurus polaris (Herter ex Nessel)
- Urostachys polaris (Nessel) Herter
- Urostachys varius var. polaris Herter
- Urostachys varius var. polaris Herter ex Nessel
- Urostachys varius (R.Br.) Herter
- Urostachys varius (R.Br.) Herter ex Nessel
- Urostigma varius (R.Br.) Herter
- Urostigma varius (R.Br.) Herter ex Nessel